# Gam chi yuk yip 2
Gam chi yuk yip 2 (金枝玉葉 2) é um filme de Hong Kong de comédia romântica de 1996 dirigido por Peter Chan e estrelado por Leslie Cheung, Anita Yuen, Anita Mui, Jordan Chan, Theresa Lee, Eric Tsang. É uma sequência do filme de 1994 Gam chi yuk yip.

## Enredo
Lam Chi Wing (Anita Yuen) estava totalmente apaixonada por Sam Koo Ga Ming (Leslie Cheung), um importante compositor de música pop. Infelizmente, ela simplesmente não conseguiu captar a atenção dele até que elaborou um plano engenhoso. Fazendo-se passar por um cantor masculino, Lam Chi Wing lentamente ganhou atenção popular - e finalmente conquistou o coração de Sam (que estava se perguntando se ele era gay até descobrir que Lam Chi Wing era na verdade uma mulher). No entanto, o plano de Lam Chi Wing funcionou muito bem – e agora ela se tornou uma das maiores estrelas do Cantopop! Ela é reconhecida por seu talento, ganhando um prêmio em uma importante cerimônia de premiação para cantores de destaque. Tomada de emoção na cerimônia, ela é convidada a fazer um discurso – e prontamente deixa escapar que ama Sam Koo Ga Ming. O mundo do entretenimento explode com rumores sobre o “caso de amor gay” da dupla. Enquanto isso, as coisas ficam ainda mais complicadas quando a maior diva da cena Cantopop – a flexora de gênero Fong Yim Mui (Anita Mui) retorna abruptamente após uma ausência de uma década. Fong Yim Mui se apaixona por Lam Chi Wing… que fica chocada ao descobrir que também está se apaixonando pela carismática diva!

## Elenco
- Leslie Cheung como Sam Koo Ka Ming
- Anita Mui como Fong Yim Mui
- Anita Yuen como Lam Chi Wing
- Jordan Chan como Yu Lo / 'Peixe'
- Theresa Lee como O
- Eric Tsang como tia
- Carina Lau como Rose
- Moses Chan como homem gay em teste
- Clarence Hui como diretor de cinema
- Emil Chau como ele mesmo (partipação especial)
- Cheung Tat-ming (partipação especial)
- Ann Hui como aeromoça (partipação especial)

## Prêmios e indicações
| Prêmios e indicações                     | Prêmios e indicações                  | Prêmios e indicações                                                             | Prêmios e indicações |
| Cerimônia                                | Categoria                             | Nomeações                                                                        | Resultado            |
| ---------------------------------------- | ------------------------------------- | -------------------------------------------------------------------------------- | -------------------- |
| 16th Prêmio Cinematográfico de Hong Kong | Melhor Atriz Coadjuvante              | Theresa Lee                                                                      | Indicada             |
| 16th Prêmio Cinematográfico de Hong Kong | Melhor Novo Intérprete                | Theresa Lee                                                                      | Indicada             |
| 16th Prêmio Cinematográfico de Hong Kong | Melhor Direção de Arte                | Yee Chung-Man                                                                    | Indicado             |
| 16th Prêmio Cinematográfico de Hong Kong | Melhor Figurino e Design de Maquiagem | Dora Ng                                                                          | Indicada             |
| 16th Prêmio Cinematográfico de Hong Kong | Melhor Canção Original de Filme       | Música: Caring Person (有心人) Compositor/Cantor: Leslie Cheung Letrista: Lin Xi | Indicados            |
| 33rd Golden Horse Awards                 | Melhor Canção Original de Filme       | Música: Caring Person (有心人) Compositor/Cantor: Leslie Cheung Letrista: Lin Xi | Indicados            |